# Roozenburg-opstelling
De Roozenburg opstelling is een speltype in het dammen dat gekenmerkt wordt door witte schijven op 24, 27, 29 en 34 en zwarte schijven op 18, 23 en 25 als wit de aanvaller is en door witte schijven op 26, 28 en 33 en zwarte schijven op 17, 22, 24 en 27 als zwart de aanvaller is. Als zwart schijven heeft op 15 en 20 bij een witte aanval of als wit schijven heeft op 31 en 36 bij een zwarte aanval, dan is er sprake van een gesloten Roozenburg opstelling. Zonder bezetting van die gevallen is er sprake van een open Roozenburg-opstelling. 
Het speltype is genoemd naar de Nederlandse dammer Piet Roozenburg. Het is een scherp en combinatierijk speltype dat kan uitmonden in een Partie Bonnard en door de verdediger kan worden beantwoord met een Springer doorstoot. In de praktijk gaat de Roozenburg opstelling vaak over in een flankaanval omdat de aanvallende partij achter de centrale schijf van de verdediger moet lopen en die moet slaan wat leidt tot een dubbele ruil met verbreking van de voor een Roozenburg opstelling essentiële kenmerken. 